# Ововегетаріанство
Ововегетаріанство — це тип вегетаріанства, при якому включається рослинна їжа та яйця та виключається молоко та молочні продукти. Як і всі вегетаріанці ововегетаріанці не їдять м'яса, рибу, желатин та сичужний фермент.

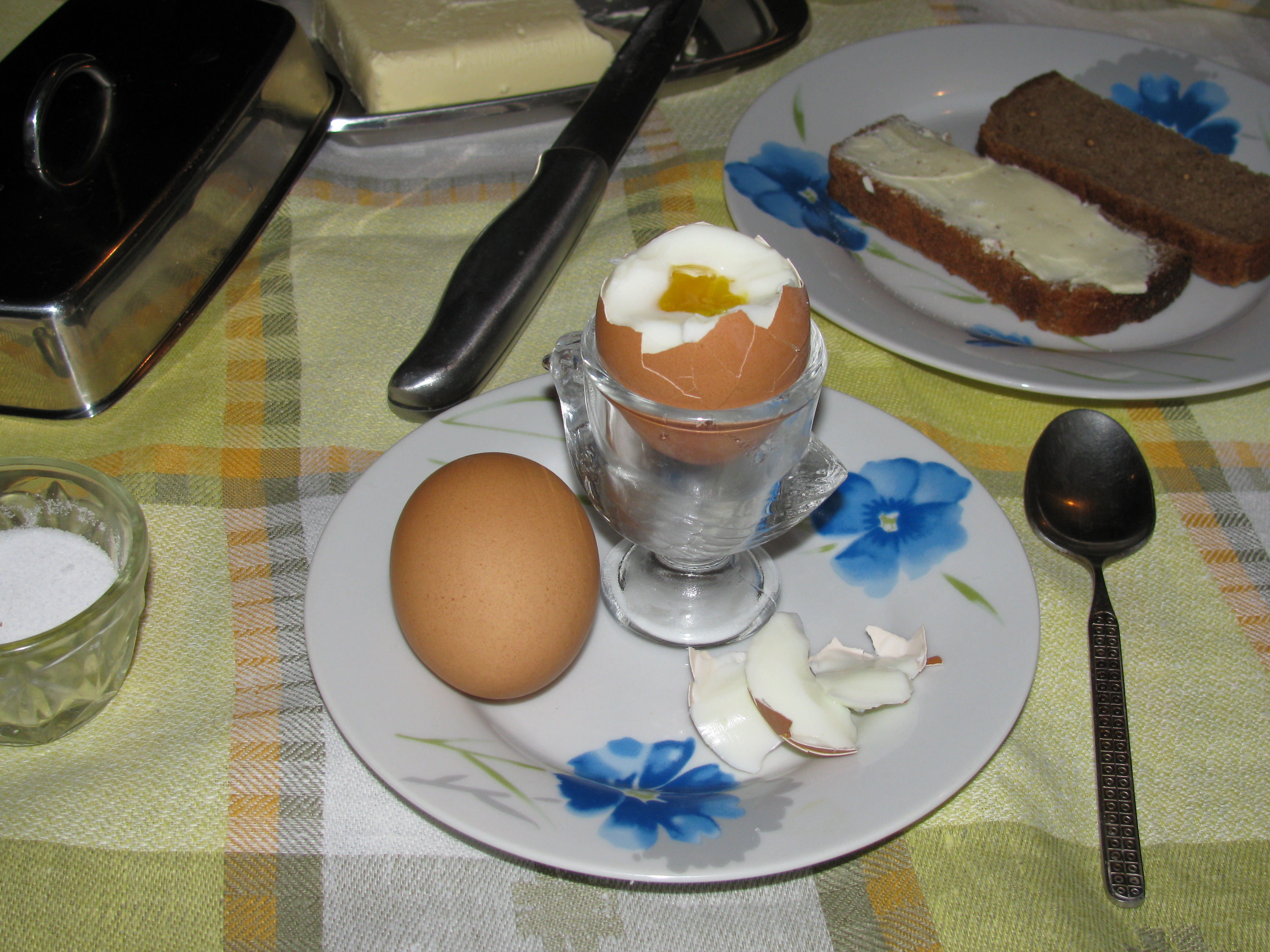
Ововегетаріанці їдять яйця

## Користь та шкода

### Вітамін В12
При регулярному вживанню яєць ововегетаріанці можуть отримувати в достатній кількості вітамін В12, але якщо яйця вживати рідко, то може не вистачати вітаміна В12, що призведе до проблем зі здоров'ям.[джерело?]

### Білок
Білок ововегетаріанці можуть отримувати з яєць та рослинних продуктів таких як соя, соєві продукти, квасоля, горох, сочевиця, нут, горіхи, насіння та гриби.

## Різниця між веганством та ововегетаріанством
Від веганства ововегетаріанство відрізняється тільки, тим що вегани не їдять яйця через погане утримання курей.